# Coliseo Cubierto San Antonio (Tunja)
El Coliseo Cubierto San Antonio, es un coliseo deportivo que se encuentra en el barrio San Antonio de la ciudad de Tunja, Colombia. Cuenta con capacidad para 2 400 espectadores.
Es un importante escenario para la práctica deportiva, principalmente de fútbol sala, que fue preseleccionada como subsede del Mundial de Fútbol de Salón de 2011. Es la sede del Club Social y Deportivo Sanpas, equipo de futsal de la primera categoría de la Liga Colombiana de Fútbol Sala y de Heroínas de Tunja FSC, el club femenino de la Copa Femenina de Futsal; como también el equipo de Águilas de Tunja en la Liga Profesional de Baloncesto de Colombia.